# Apricity OS
Apricity OS war eine Linux-Distribution, die auf dem Betriebssystem Arch Linux basiert. Sie richtete sich an Einsteiger und bot im Gegensatz zum Mutterprojekt ein grafisches Installationsprogramm, das von Antergos übernommen wurde. Es war inhaltlich stark auf die Nutzung von Cloud-Diensten ausgelegt. Das Startprogramm Ice-Webstarter wurde aus Peppermint OS herausgelöst. Dieser spezielle Browser kann Websites als Programmstarter ablegen. Zudem waren Erweiterungen für Google Chrome, PlayOnLinux, Silverlight, Wine und der Steam-Installer integriert. Angeboten wurde eine Variante für GNOME mit einer zusätzlichen Leiste an der Unterseite und Cinnamon. 2017 wurde die Entwicklung eingestellt.